# Chafariz de El-Rei

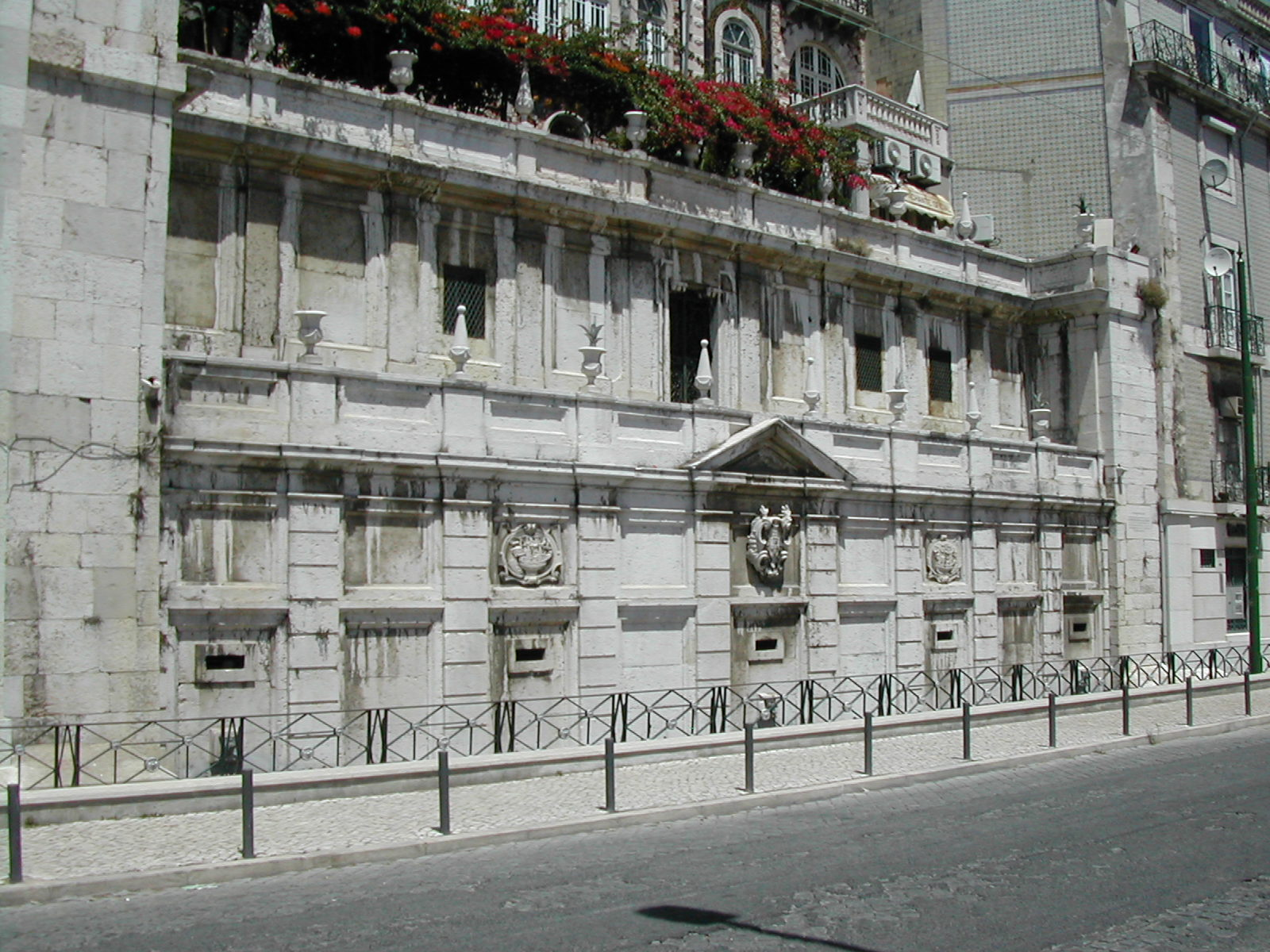
Chafariz de El-Rei

El chafariz de El-Rei fue la primera fuente ornamental pública de la ciudad de Lisboa, fue construido en el siglo XIII durante los reinados de Alfonso III y de Dionisio I, aprovechando las excelentes aguas subterráneas de Alfama.
La canalización del agua de los manantiales para los canalones  exteriores de la llamada Cerca Moura data de 1487, lo que permitió el abastecimiento de los navíos durante la época de los descubrimientos. La actual fachada data de 1864, siendo terminada y rematada la parte alta de la fachada e colocados los pináculos e las urnas creando una composición arquitectónica clásica.
El Chafariz de El-Rei llegó a tener nueve canalones en funcionamiento, cada canalón era exclusivo de un grupo social.